# Espanya als Jocs Paralímpics de Barcelona 1992
Espanya als Jocs Paralímpics de Barcelona 1992 fou representada per una delegació de 299 persones en quinze esports.

## Medallistes
| Esportista                                                                 | Esport                     | Competició               | Categoria      | Data           |
| -------------------------------------------------------------------------- | -------------------------- | ------------------------ | -------------- | -------------- |
| medalla d'or                                                               |                            |                          |                |                |
| Purificación Ortiz                                                         | Atletisme                  | Salt de llargada         | Femení B1      | 4 de setembre  |
| Javier Conde                                                               | Atletisme                  | 800 metres               | Masculí TS4    | 5 de setembre  |
| Jorge Mendoza                                                              | Atletisme                  | Lanzamiento de javalina  | Masculí B1     | 5 de setembre  |
| José Manuel Rodríguez                                                      | Atletisme                  | Triple salt              | Masculí B1     | 5 de setembre  |
| Arancha González                                                           | Natació                    | 100 metres estil lliure  | Femení S3-4    | 5 de setembre  |
| Laura Tramuns                                                              | Natació                    | 100 metres papallona     | Femení S8      | 5 de setembre  |
| Marcelino Paz                                                              | Atletisme                  | 200 metres               | Masculí B2     | 6 de setembre  |
| Purificación Santamarta                                                    | Atletisme                  | 200 metres               | Femení B1      | 6 de setembre  |
| Francisca Bazalo                                                           | Esgrima en cadira de rodes | Espada individual        | Femení 3-4     | 6 de setembre  |
| Purificación Santamarta                                                    | Atletisme                  | 100 metres               | Femení B1      | 7 de setembre  |
| Javier Conde                                                               | Atletisme                  | 10000 metres             | Masculí TS4    | 7 de setembre  |
| Alfonso Fidalgo                                                            | Atletisme                  | LLençament de disc       | Masculí B1     | 7 de setembre  |
| Arancha González                                                           | Natació                    | 50 metres estil lliure   | Femení S3-4    | 7 de setembre  |
| Rubén Álvarez                                                              | Atletisme                  | Salt de llargada         | Masculí J4     | 8 de setembre  |
| Juan Viedma                                                                | Atletisme                  | Triple salt              | Masculí B2     | 8 de setembre  |
| Alfonso Fidalgo                                                            | Atletisme                  | LLençament de pes        | Masculí B1     | 9 de setembre  |
| Juan Fuertes, Jesús Iglesias, Javier Torres, Roger Vial                    | Natació                    | 4x50 metres estil lliure | Masculí S1-6   | 9 de setembre  |
| Julio Requena                                                              | Atletisme                  | 100 metres               | Masculí B1     | 9 de setembre  |
| Mariano Ruiz                                                               | Atletisme                  | 5000 metres              | Masculí B2     | 9 de setembre  |
| Purificación Santamarta                                                    | Atletisme                  | 400 metres               | Femení B1      | 9 de setembre  |
| Juan Antonio Prieto, Enrique Sánchez, José Antonio Sánchez, Sergio Sánchez | Atletisme                  | Relleus 4x400 metres     | Masculí B1-3   | 9 de setembre  |
| Antonio Cid                                                                | Boccia                     | Individual               | Mixto C1       | 9 de setembre  |
| Antonio Cid, Manuel Fernández, Daniel Cuteiro, Juan Tellechea              | Boccia                     | Equips                   | Mixto C1-2     | 9 de setembre  |
| Javier Conde                                                               | Atletisme                  | 1500 metres              | Masculí TS4    | 10 de setembre |
| Marcelino Paz                                                              | Atletisme                  | 100 metres               | Masculí B2     | 10 de setembre |
| Alejo Vélez                                                                | Atletisme                  | Salt d'alçada            | Masculí B2     | 10 de setembre |
| Arancha González                                                           | Natació                    | 50 metres espatlla       | Femení S3-4    | 11 de setembre |
| Sonia Guirado                                                              | Natació                    | 50 metres espatlla       | Femení S2      | 11 de setembre |
| Begoña Reina                                                               | Natació                    | 100 metres braça         | Femení SB9     | 11 de setembre |
| Javier Conde                                                               | Atletisme                  | 5000 metres              | Masculí TS4    | 12 de setembre |
| Purificación Santamarta                                                    | Atletisme                  | 800 metres               | Femení B1      | 12 de setembre |
| Jorge Núñez, Marcelino Paz, Juan Antonio Prieto, Julio Requena             | Atletisme                  | Relleus 4x100 metres     | Masculí B1-3   | 12 de setembre |
| Belén Pérez, Ignacio Rodríguez                                             | Ciclisme en carretera      | Tandem open              | Mixto          | 12 de setembre |
| Juan Damián Matos                                                          | Judo                       | -65 Kg                   | Masculí        | 12 de setembre |
| medalla de plata                                                           |                            |                          |                |                |
| Juan Viedma                                                                | Atletisme                  | Salt de llargada         | Masculí B2     | 4 de setembre  |
| Pau Marc Muñoz                                                             | Natació                    | 100 metres estil lliure  | Masculí S4     | 5 de setembre  |
| Silvia Vives                                                               | Natació                    | 100 metres papallona     | Femení S8      | 5 de setembre  |
| Ana Bernardo                                                               | Natació                    | 100 metres papallona     | Femení S10     | 5 de setembre  |
| Julio Requena                                                              | Atletisme                  | 200 metres               | Masculí B1     | 6 de setembre  |
| Pablo Corral                                                               | Natació                    | 50 metres estil lliure   | Masculí B2     | 6 de setembre  |
| Javier Torres                                                              | Natació                    | 150 metres 4 estilos     | Masculí SM4    | 6 de setembre  |
| Purificación Ortiz                                                         | Atletisme                  | 100 metres               | Femení B1      | 7 de setembre  |
| José Antonio Sánchez                                                       | Atletisme                  | 400 metres               | Masculí B2     | 7 de setembre  |
| Ángel Marín                                                                | Atletisme                  | 10000 metres             | Masculí TS4    | 7 de setembre  |
| Magdalena Amo                                                              | Atletisme                  | Salt de llargada         | Femení B2      | 7 de setembre  |
| M. Paz Montserrat                                                          | Natació                    | 50 metres estil lliure   | Femení S3-4    | 7 de setembre  |
| Jordi Pascual                                                              | Natació                    | 50 metres estil lliure   | Masculí S3     | 7 de setembre  |
| Juan Castañé, Juan Fuertes, Jesús Iglesias, Javier Torres                  | Natació                    | 4x50 metres 4 estilos    | Masculí S1-6   | 7 de setembre  |
| Regina Cachan                                                              | Natació                    | 50 metres braça          | Femení SB2     | 8 de setembre  |
| Juan Diego Gil                                                             | Natació                    | 200 metres espatlla      | Masculí B2     | 8 de setembre  |
| Andrés Martínez                                                            | Atletisme                  | LLençament de pes        | Masculí B1     | 9 de setembre  |
| Juan Carlos Prieto                                                         | Atletisme                  | Salt d'alçada            | Masculí B2     | 10 de setembre |
| Jose Abal                                                                  | Atletisme                  | Pentathlón               | Masculí PW3-4  | 10 de setembre |
| José Fernández, José Luis Hermosín, Antonio Rebollo                        | Tir amb arc                | Equips                   | Masculí        | 10 de setembre |
| Julián Galilea, José Manuel González, Marcelino Saavedra, Javier Salmerón  | Atletisme                  | Relleus 4x100 metres     | Masculí C5-8   | 11 de setembre |
| Juan Antonio Prieto                                                        | Atletisme                  | Pentathlon               | Masculí B2     | 11 de setembre |
| M. Paz Montserrat                                                          | Natació                    | 50 metres espatlla       | Femení S3-4    | 11 de setembre |
| Luis Salgado                                                               | Tir                        | Pistola deportiva        | Mixto SH1-3    | 11 de setembre |
| Javier Salmerón                                                            | Atletisme                  | 400 metres               | Masculí C8     | 12 de setembre |
| José Antonio Sánchez                                                       | Atletisme                  | 800 metres               | Masculí B2     | 12 de setembre |
| Mario Talavera                                                             | Judo                       | -71 Kg                   | Masculí        | 12 de setembre |
| Regina Cachan                                                              | Natació                    | 50 metres papallona      | Femení S3-4    | 12 de setembre |
| Pablo Corral                                                               | Natació                    | 100 metres estil lliure  | Masculí B2     | 12 de setembre |
| Jesús Iglesias                                                             | Natació                    | 50 metres estil lliure   | Masculí S6     | 12 de setembre |
| José Ortiz                                                                 | Atletisme                  | Marató                   | Masculí B2     | 13 de setembre |
| BRONZE                                                                     |                            |                          |                |                |
| Beatriz Mendoza                                                            | Atletisme                  | 200 metres               | Femení B2      | 4 de setembre  |
| Sonia Guirado                                                              | Natació                    | 50 metres estil lliure   | Femení S2      | 4 de setembre  |
| Jordi Mari                                                                 | Natació                    | 100 metres braça         | Masculí B1     | 4 de setembre  |
| José Pedrajas Pedrajas                                                     | Natació                    | 100 metres braça         | Masculí B2     | 4 de setembre  |
| Ana Bernardo                                                               | Natació                    | 400 metres estil lliure  | Femení S10     | 4 de setembre  |
| Mayte Espinosa                                                             | Atletisme                  | 1500 metres              | Femení B1      | 4 de setembre  |
| José Antonio Sánchez                                                       | Atletisme                  | 1500 metres              | Masculí B2     | 5 de setembre  |
| Jordi Pascual                                                              | Natació                    | 100 metres estil lliure  | Masculí S3     | 5 de setembre  |
| Jesús Iglesias                                                             | Natació                    | 100 metres estil lliure  | Masculí S6     | 5 de setembre  |
| Sonia Guirado                                                              | Natació                    | 100 metres estil lliure  | Femení S2      | 5 de setembre  |
| M. Paz Montserrat                                                          | Natació                    | 100 metres estil lliure  | Femení S3-4    | 5 de setembre  |
| Pablo Corral                                                               | Natació                    | 200 metres 4 estilos     | Masculí B2     | 5 de setembre  |
| Purificación Ortiz                                                         | Atletisme                  | 200 metres               | Femení B1      | 6 de setembre  |
| Gema Victoria Hassen Bey                                                   | Esgrima en cadira de rodes | Espada individual        | Femení 2       | 6 de setembre  |
| Jordi Pascual                                                              | Natació                    | 150 metres 4 estilos     | Masculí SM3    | 6 de setembre  |
| José Pedrajas Pedrajas                                                     | Natació                    | 200 metres braça         | Masculí B2     | 6 de setembre  |
| Roger Vial                                                                 | Natació                    | 200 metres 4 estilos     | Masculí SM6    | 6 de setembre  |
| Ana López                                                                  | Atletisme                  | Salt de llargada         | Femení B2      | 7 de setembre  |
| Francisca Bazalo, Cristina Pérez, Gema Victoria Hassen Bey                 | Esgrima en cadira de rodes | Espada por equipos       | Femení         | 7 de setembre  |
| Pau Marc Muñoz                                                             | Natació                    | 50 metres estil lliure   | Masculí S4     | 7 de setembre  |
| Daniel Llambrich                                                           | Natació                    | 400 metres estil lliure  | Masculí B2     | 7 de setembre  |
| José Manuel González                                                       | Atletisme                  | 200 metres               | Masculí C8     | 8 de setembre  |
| Javier Torres                                                              | Natació                    | 100 metres braça         | Masculí SB3    | 8 de setembre  |
| Juan Castañé                                                               | Natació                    | 100 metres braça         | Masculí SB6    | 8 de setembre  |
| Ana Martín                                                                 | Natació                    | 100 metres braça         | Femení SB4     | 8 de setembre  |
| Pablo Corral                                                               | Natació                    | 100 metres papallona     | Masculí B1-2   | 8 de setembre  |
| José Manuel Rodríguez                                                      | Atletisme                  | 100 metres               | Masculí B1     | 9 de setembre  |
| Beatriz Mendoza                                                            | Atletisme                  | 100 metres               | Femení B2      | 10 de setembre |
| Rubén Álvarez                                                              | Atletisme                  | Triple salt              | Masculí J3-4   | 10 de setembre |
| Jesús Iglesias                                                             | Natació                    | 200 metres estil lliure  | Masculí S6     | 10 de setembre |
| Jorge Mendoza                                                              | Atletisme                  | Pentathlón               | Masculí B1     | 11 de setembre |
| Manuel Robles                                                              | Tennis de taula            | Individual               | Masculí 5      | 11 de setembre |
| Enrique Agudo                                                              | Tennis de taula            | Individual               | Masculí 10     | 11 de setembre |
| Jesús Iglesias                                                             | Natació                    | 50 metres papallona      | Masculí S6     | 11 de setembre |
| Ana Bernardo, Tania Cerda, Begoña Reina, Silvia Vives                      | Natació                    | 4x100 metres 4 estilos   | Femení S7-10   | 11 de setembre |
| José Manuel González                                                       | Atletisme                  | 400 metres               | Masculí C8     | 12 de setembre |
| Ángel Marín                                                                | Atletisme                  | 5000 metres              | Masculí TS4    | 12 de setembre |
| José Antonio García                                                        | Ciclisme en carretera      | Masculí LC1              | 12 de setembre |                |
| Miguel Pérez                                                               | Ciclisme en carretera      | Masculí LC3              | 12 de setembre |                |
| Juan Carlos Molina, José Santiago                                          | Ciclisme en carretera      | Tandem open              | Masculí        | 12 de setembre |
| Javier Torres                                                              | Natació                    | 50 metres papallona      | Masculí S5     | 12 de setembre |
| Enrique Agudo                                                              | Tennis de taula            | Open                     | Masculí 6-10   | 13 de setembre |

## Participants per esport
| Esport                     | Homes | Dones | TOTAL |
| -------------------------- | ----- | ----- | ----- |
| Atletisme                  | 51    | 16    | 67    |
| Bàsquet en cadira de rodes | 12    | 12    | 24    |
| Boccia                     | 4     | 0     | 4     |
| Ciclisme                   | 14    | 3     | 17    |
| Esgrima en cadira de rodes | 3     | 3     | 6     |
| Futbol 7                   | 10    | 0     | 10    |
| Goalball                   | 6     | 6     | 12    |
| Halterofília               | 3     | 0     | 3     |
| Judo                       | 4     | 0     | 4     |
| Natació                    | 29    | 23    | 52    |
| Tennis en cadira de rodes  | 2     | 1     | 3     |
| Tennis de taula            | 14    | 1     | 15    |
| Tir                        | 2     | 1     | 3     |
| Tir amb arc                | 3     | 0     | 3     |
| Voleibol                   | 12    | 0     | 12    |
| TOTAL                      | 102   | 31    | 133   |